# トイ・ストーリー・トリーツ
『トイ・ストーリー・トリーツ』（原題：Toy Story Treats）は、ピクサー・アニメーション・スタジオ製作による『トイ・ストーリー』の短編アニメーション。

## 概要
ピクサーの長編映画『トイ・ストーリー』の短編アニメとして、毎週土曜日の朝ABCテレビで放送されていた。本編ではウッディやバズ、レックス、ハム（但しポー・ピープやスリンキー・ドッグ、ミスター・ポテトヘッドは一切登場しない）がメインキャラクターとして登場する他、シドの家に登場したおもちゃ達も登場してウッディ達と様々なコメディを披露する。
短編作品（長編映画以外の作品）におけるウッディ役の声は、トム・ハンクスの実弟であるジム・ハンクスが手懸けている。
VHS版ビデオ作品『TINY TOY STORIES』（原語のみ）にも収録されていたが、今現在DVD・BD版として再販売されていない。また、日本語版は制作されていない。

## 登場キャラクター
- ウッディ
- バズ・ライトイヤー
- レックス
- ハム
- エイリアン (リトル・グリーン・メン)
- その他